# 月に叢雲花に風
「月に叢雲花に風」（つきにむらくもはなにかぜ）は、日本のバンド陰陽座の2枚目のシングル及びメジャーデビューシングル。2001年12月16日発売。発売元はキングレコード。

## 概要
- アルバム『煌神羅刹』の先行シングル。
- 瞬火曰く、「シングル用とするならば」というコンセプトの下、書き下ろしたという。

## 収録曲
1. 月に叢雲花に風（つきにむらくもはなにかぜ）
作詞・作曲：瞬火、編曲：陰陽座
2. 螢（ほたる）
作詞：黒猫、作曲：瞬火、編曲：陰陽座
3. 跫音（あしおと）
作詞：瞬火、作曲：瞬火・狩姦、編曲：陰陽座
4. 月に叢雲花に風（からおけ）

## 収録アルバム
- オリジナルアルバム『煌神羅刹』（2002年1月10日）※アルバム・バージョン
- ライブアルバム『赤熱演舞』（2003年6月25日）※ライブ音源
- ベストアルバム『陰陽珠玉』（2006年2月8日）
- ボックスセット『陰陽大全』（2010年12月22日）※アルバム・バージョン
- ボックスセット『単盤大全』（2019年12月4日）
- ボックスセット『廿魂大全』（2019年12月4日）※アルバム・バージョン

## タイアップ
- 「月に叢雲花に風」：TBS系「桂芸能社ポンッ!」エンディングテーマ・毎日放送「P.S.〜Pop Shake」エンディングテーマ